# Torsten Althin
Torsten Karl Wilhelm Althin, (Parroquia de Johannes, Estocolmo; 11 de julio de 1897 - 23 de enero de 1982), fue un museólogo e historiador de la tecnología sueco.

## Biografía
Althin era hijo del párroco Ernst Althin y Amelie Schultz, y medio hermano de Carl-Axel Althin. Inicialmente, estaba interesado en convertirse en ingeniero, pero en lugar de eso, se formó como oficial, probablemente influenciado por la Primera Guerra Mundial en curso. Althin se convirtió en alférez de artillería en 1917. Su trabajo en la historia de la tecnología comenzó en la Exposición del Jubileo en Gotemburgo en 1923, después de ver un anuncio en mayo de 1919 que buscaba «un joven oficial culturalmente interesado para trabajos organizativos con perspectivas de futuro». El trabajo consistía en la recopilación de objetos de interés histórico y tecnológico, principalmente del oeste de Suecia. Estos objetos formaron el núcleo del desaparecido Museo de la Industria en Gotemburgo.
En 1924, Althin obtuvo el puesto de intendente del recién creado Museo Técnico en Estocolmo, con la tarea de construir el museo desde cero. El empleador era la Real Academia Sueca de Ciencias de la Ingeniería (IVA). Desde 1931, el museo publicó la revista Dædalus, y en 1936, el edificio del museo en Norra Djurgården se completó a tiempo para el 75 aniversario de la Asociación Sueca de Tecnólogos. Althin permaneció como director del museo hasta su jubilación en 1962, siendo sucedido por Sigvard Strandh. Posteriormente, fue conferenciante en historia de la tecnología en el Real Instituto de Tecnología (KTH), una asignatura que anteriormente no existía allí. A lo largo de los años, escribió numerosas monografías sobre empresas industriales suecas.
Althin fue elegido miembro de la Real Academia Sueca de Ciencias de la Ingeniería en 1953. Recibió el gran premio de KTH en 1954, la gran medalla de oro de IVA en 1963 «como creador del Museo Técnico en Estocolmo y por sus contribuciones en este campo», y fue nombrado doctor honoris causa en tecnología por KTH en 1974. También fue doctor honoris causa en filosofía.
Torsten Althin era sobrino del artista Caleb Althin, quien, entre otras cosas, fundó la escuela de pintura Althins.